# Chalais (Dordogne)
Chalais, okzitanisch Chalès, ist eine französische Gemeinde mit 404 Einwohnern (Stand 1. Januar 2022) im Nordosten des Départements Dordogne, Region Aquitanien. Sie gehört zum Arrondissement Nontron und zum Kanton Thiviers. Zuständiger Gemeindeverband ist die Communauté de communes Périgord-Limousin. Die Gemeinde liegt im Regionalen Naturpark Périgord-Limousin.

## Etymologie
Der Name Chalais geht zurück auf die vorkeltische Wurzel kal- mit der Bedeutung Stein, Fels, gefolgt von der Endung -ensem.

## Geographie

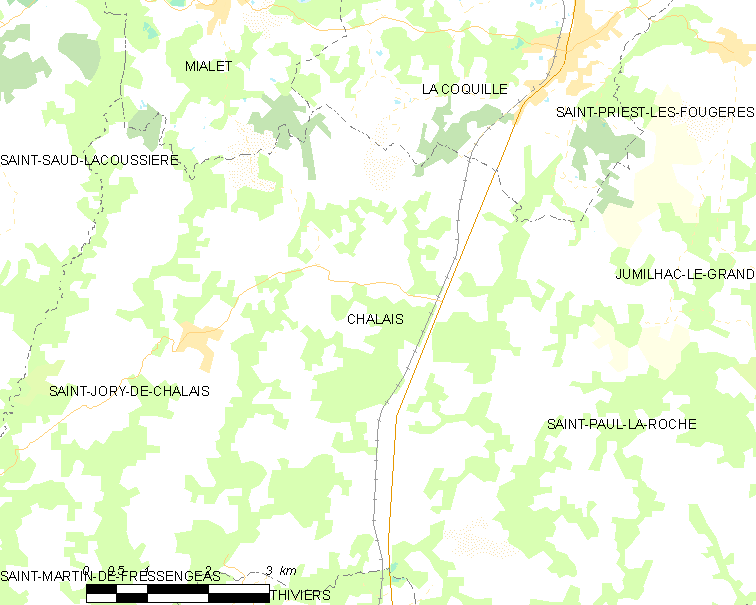
Lagekarte von Chalais

Chalais liegt 17 Kilometer südsüdwestlich von Châlus (Haute-Vienne) und 10 Kilometer nördlich von Thiviers (Luftlinie). Die Gemeinde wird von folgenden Nachbargemeinden umgeben: 
| Mialet                | La Coquille                                 |                     |
| Saint-Jory-de-Chalais | Kompassrose, die auf Nachbargemeinden zeigt | Saint-Paul-la-Roche |
| Saint-Jory-de-Chalais | Saint-Jory-de-Chalais                       | Saint-Paul-la-Roche |

Neben dem Ortskern besteht die Gemeinde aus folgenden Geländepunkten, Weilern, Gehöften, einer Mühle und einem Schloss:
Boucherie, Château de Mavaleix, Chez Pabot, Chirolle, L'Age, La Basse Pouyade,La Croix de Marafret, La Fond des Anes, La Fonderie, La Forge, La Gilardie, La Guillaumas, La Haute Pouyade, La Rame, La Teyssonière, Landes de Grelette, Landes de Puyrigaud, Las Pradeaux, Laubanie, Lavaud, Le Bois de Filleuls, Le Clau de Micout, Le Mas, Le Moulin de Lascombas, Le Noir, Le Petit Mas, Le Pont Fermier, Le Puy, Le Touroulet, Les Champs, Les Rivaux,  Maison-Rouge, Marafret, Mavaleix, Puy de Bost, Puyrigaud, Réchignac, Sausse, Source captée de Fontachouet und Vergnelibert.
Der topographisch höchste Punkt des Gemeindegebiets mit 313 Meter über dem Meer befindet sich an der Nordgrenze bei Le Bois de Filleuls, der tiefste Punkt mit 220 Meter liegt an der Südgrenze, südöstlich von L'Age an der Valouse. Die maximale Höhendifferenz beträgt 93 Meter.

### Verkehrsanbindung
Durch den Ostteil der Gemeinde Chalais quert die Hauptverkehrsachse N 21 von Châlus nach Thiviers in südsüdwestlicher Richtung. Parallel hierzu verläuft die Bahnstrecke Limoges-Bénédictins–Périgueux mit Halt bei Mavaleix. Der Ortskern ist mittels der D 98 an die N 21 angebunden; die D 98 führt dann weiter nach Osten in Richtung Jumilhac-le-Grand. Über Kommunalstraßen lassen sich vom Ortskern aus La Coquille, Mialet und Saint-Jory-de-Chalais erreichen.

### Bodenbedeckung

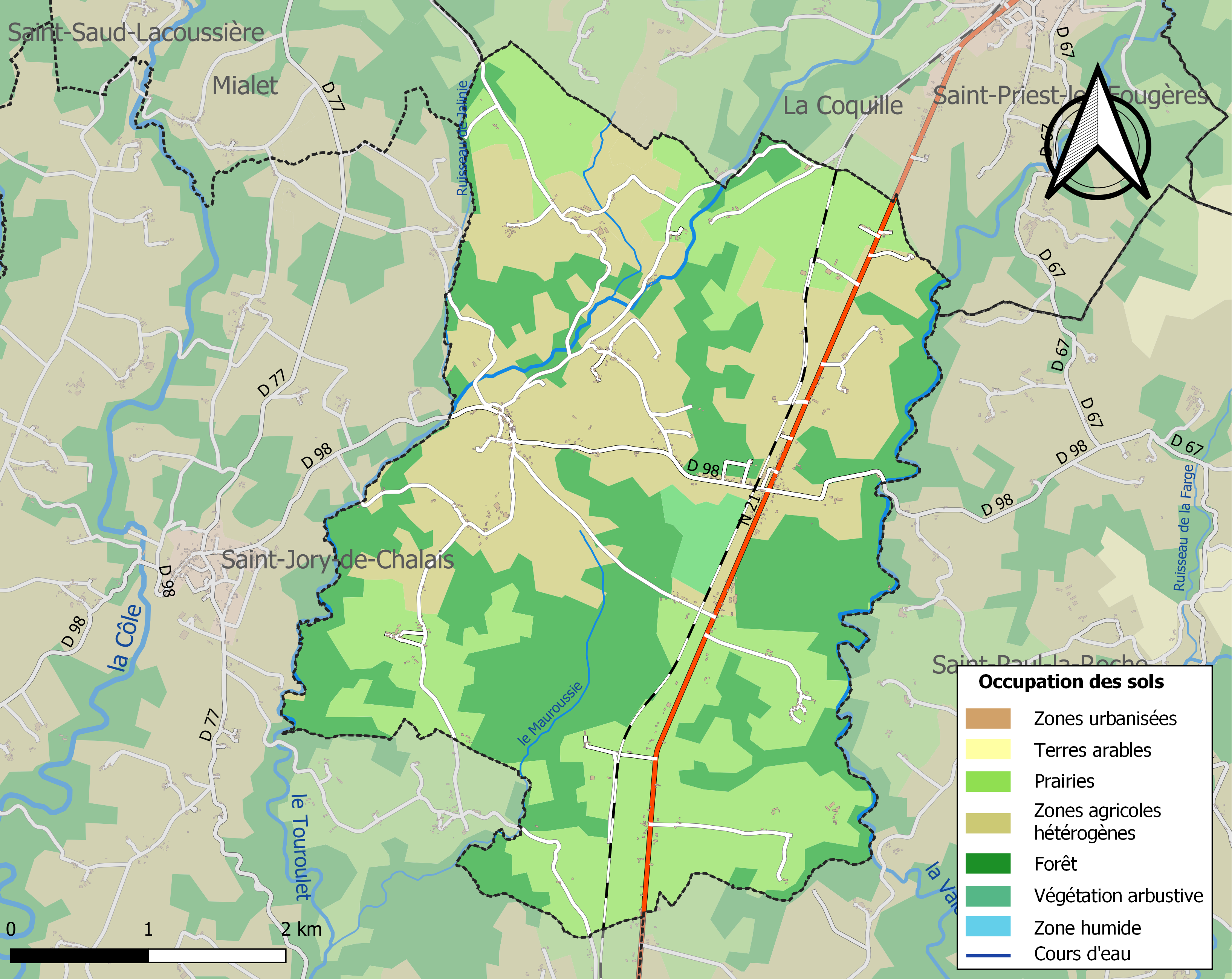
Bodenbedeckung in Chalais

Die Bodenbedeckung der Gemeinde Chalais schlüsselt sich im Jahr 2018 gemäß der europäischen Datenbank CORINE Land Cover (CLC) wie folgt auf:
- Wälder – 33,9 %
- heterogene landwirtschaftliche Nutzung – 33,6 %
- Wiesen – 31,1 %
- Buschwerk – 1,4 %

Die landwirtschaftliche Nutzung steht im Vordergrund. Der Anteil der landwirtschaftlichen Nutzflächen hat sich seit 1990 von 63,5 % auf 64,7 % leicht erhöht.

## Klima
Chalais besitzt ein abgeschwächtes ozeanisches Klima, das sich durch folgende Parameter auszeichnet:
| Klimaparameter im Zeitraum 1971–2000 - Jahresmittel: 11,9 °C - Anzahl der Tage unter −5 °C: 2,3 - Anzahl der Tage oberhalb 30 °C: 5,1 - Maximum im Tages-Temperaturunterschied: 14,8 °C - Jahresniederschlag: 1093 mm - Niederschlagstage im Januar: 14,3 - Niederschlagstage im Juli: 7,3 |

Durch den Klimawandel zeichnen sich Erhöhungen im Jahresmittel ab, die sich bereits auch bemerkbar machen. So ist beispielsweise an der 45 Kilometer entfernten Wetterstation am Flughafen von Limoges-Bellegarde das langjährige Jahresmittel von 11,2 °C für 1971–2000 über 11,4 °C für 1981–2010 auf 11,8 °C für 1991–2020 angestiegen – ein Zuwachs um 0,6 °C innerhalb von 20 Jahren.

## Hydrographie

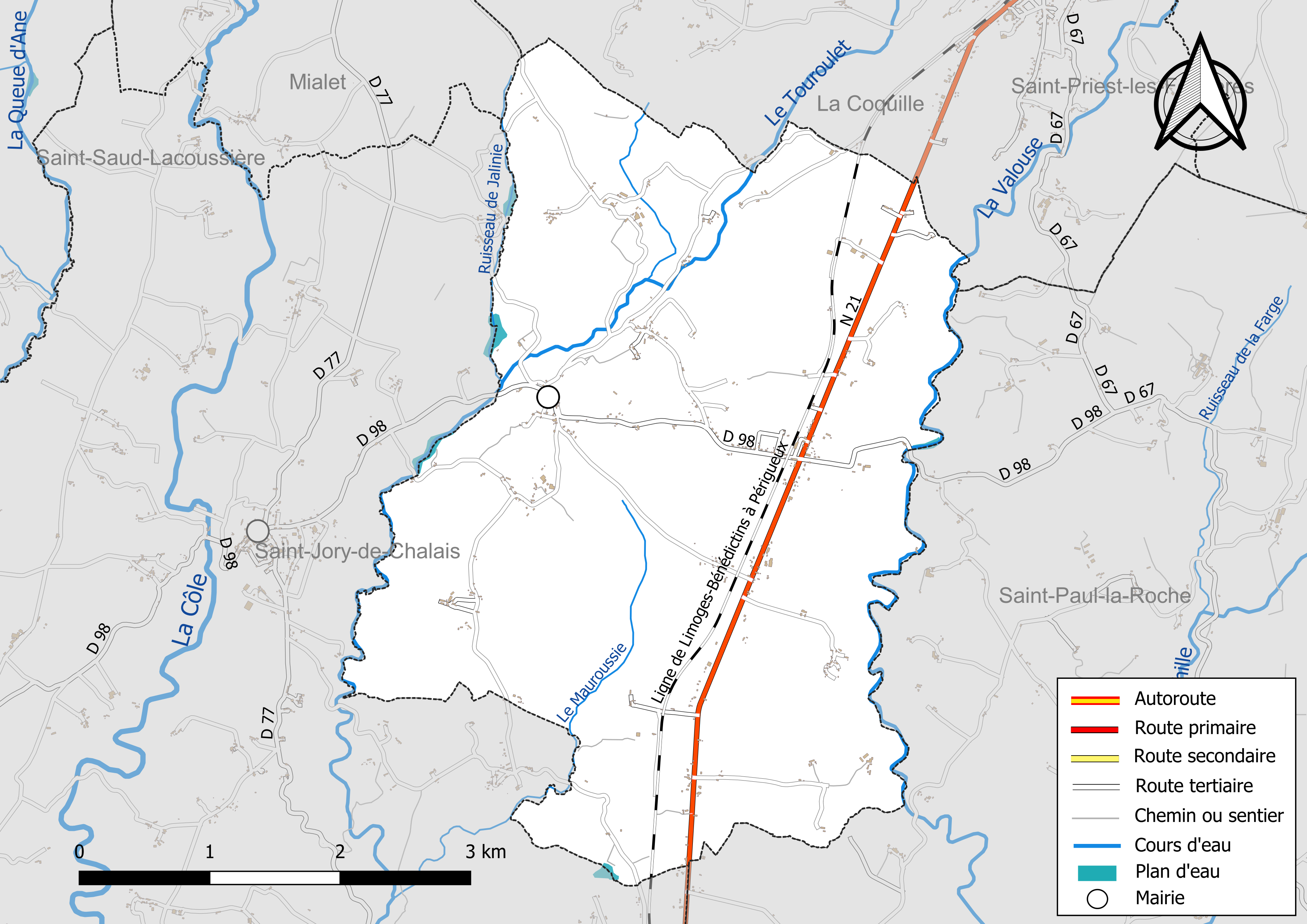
Hydrographische Karte von Chalais

Die Ostgrenze der Gemeinde Chalais zu Saint-Paul-la-Roche wird von der nach Süden entwässernden Valouse gebildet. Ebenfalls in südlicher Richtung fließt der Touroulet, der in der Nähe des Ortskerns aus dem Zusammenfluss des linksseitigen Ruisseau de la Pouyade und des rechtsseitigen Ruisseau de Jalinie hervorgegangen ist und dessen Verlauf dann die Westgrenze der Gemeinde zu Saint-Jory-de Chalais markiert. Zwischen Valouse und Touroulet entspringt etwas südöstlich vom Ortskern ein kleiner Bach, der Ruisseau le Maroussie; er zieht nach Südwest und mündet dann im Gemeindegebiet von Saint-Jory-de-Chalais als linker Seitenarm in den Touroulet.
Valouse und Touroulet und ihre Nebenarme gehören zum Flusssystem Isle-Dronne.
Die Gesamtlänge des Entwässerungsnetzes in der Gemeinde Chalais beträgt 20 Kilometer.

## Geologie

Geologische Karte von Chalais

Die Gemeinde Chalais liegt vollständig auf metamorphem Grundgebirge des nordwestlichen Massif Central. 
Die Gesteine – vorwiegend Paragneise, glimmerschiefrige Paragneise, Orthogneise und leptynitische Orthogneise – gehören zur Unteren Gneisdecke des Zentralmassivs. Ausgangsgesteine der Paragneise (ζ1-2) waren neoproterozoische Grauwacken, die glimmerschiefrigen Paragneise der Dronne-Gruppe (ζ1) entstanden aus tonreichen Grauwacken, bei den Orthogneisen (ζ3mi) dürfte es sich um Leukogranite des Kambriums handeln, die leptynitischen Komponenten (rλ3) sprechen für Gesteine mit granitischer bzw. Rhyolithischer Zusammensetzung.
Die Foliation der Metamorphite streicht entweder Nordost-Südwest mit flachem Einfallen von 20 bis 25° nach Südost oder liegt flach. 
Die Gesteine wurden im Devon von einer mittel- bis hochgradigen Regionalmetamorphose erfasst, die überall die Staurolithzone, stellenweise aber auch die Disthen-Staurolithzone (im Südosten bei L'Age) oder gar die Disthenzone (nördlich des Ortskerns) erreichte.
Unmittelbar westlich des Ortskerns verläuft eine NNO-SSW-streichende Störung, an der die Grundgebirgsgesteine brekziiert oder kataklastisch verformt wurden; ferner wurde ein massiver Quarzkörper (Q) mit eingeschleppt.
Tertiäre Hüllsedimente sind sehr weitverbreitet, sie verdecken in der Regel Höhenlagen zwischen den Flusstälern. Zuunterst liegt umgelagertes Kolluvium (Formationen AC und ACF), das bei Mavaleix noch von einer sehr ausgedehnten Lage alluvialer Flussschotter aus dem Pliozän oder Pleistozän (Formation Fs) überlagert wird. Im Talboden des Touroulets liegt holozänes Alluvium (Formation K).

## Geschichte
Im Mittelalter war Chalais Zwischenstation auf der Via Lemovicensis des Jakobswegs. Die Kirche Saint-Agnan (auch Saint-Aignan) ist romanischen Ursprungs, wurde aber im 15. Jahrhundert bzw. 16. Jahrhundert baulich abgeändert. Das Château de Mavaleix stammt aus dem 13. Jahrhundert. Die dazugehörige Schmiede wurde im 16. Jahrhundert erbaut. Auf der Carte de Cassini wird der Ort im 18. Jahrhundert als Chalaix bezeichnet. Bis 2009 trug die Gemeinde dann den Namen Chaleix.

## Bevölkerungsentwicklung
| Jahr | Einwohner |  |
| 1962 | 562       |  |
| 1968 | 513       |  |
| 1975 | 456       |  |
| 1982 | 385       |  |
| 1990 | 425       |  |
| 1999 | 435       |  |
| 2006 | 442       |  |
| 2007 | 443       |  |
| 2012 | 393       |  |
| 2016 | 398       |  |
| 2017 | 404       |  |
| 2019 | 405       |  |

Quelle: INSEE
Die Bevölkerungszahlen in Chalais waren bis 1982 stark rückläufig, sie haben sich aber seitdem stabilisiert.

## Verwaltung
Bürgermeister in Chalais ist seit März 2014 der zur Divers droite gehörende Industrielle Jean-Louis Faye. Er wurde im Mai 2020 wiedergewählt.

## Präsidentschaftswahlen 2022
| Kandidaten                       | Kandidaten            | Parteien                      | Parteien            | 1. Wahlgang | 1. Wahlgang | 2. Wahlgang | 2. Wahlgang |
| Kandidaten                       | Kandidaten            | Parteien                      | Parteien            | Stimmen     | %           | Stimmen     | %           |
| -------------------------------- | --------------------- | ----------------------------- | ------------------- | ----------- | ----------- | ----------- | ----------- |
|                                  | Emmanuel Macron       | En marche !                   | EM                  | 48          | 20,69 %     | 123         | 58,57 %     |
|                                  | Marine Le Pen         | Front national                | FN                  | 65          | 28,02 %     | 87          | 41,43 %     |
|                                  | Jean-Luc Mélenchon    | Front de gauche               | FDG                 | 45          | 19,40 %     |             |             |
|                                  | Éric Zemmour          | Reconquête                    |                     | 8           | 3,45 %      |             |             |
|                                  | Valérie Pécresse      | Les Républicains              | LR                  | 11          | 4,74 %      |             |             |
|                                  | Jean Lassalle         | Résistons !                   | R                   | 15          | 6,47 %      |             |             |
|                                  | Anne Hidalgo          | Parti socialiste              | PS                  | 8           | 3,45 %      |             |             |
|                                  | Fabien Roussel        | Parti communiste français     | PC                  | 14          | 6,03 %      |             |             |
|                                  | Nicolas Dupont-Aignan | Debout la République          | DLR                 | 3           | 1,29 %      |             |             |
|                                  | Yannick Jadot         | Europe Écologie-Les Verts     | EELV                | 10          | 4,31 %      |             |             |
|                                  | Nathalie Arthaud      | Lutte Ouvrière                | LO                  | 4           | 1,72 %      |             |             |
|                                  | Philippe Poutou       | Nouveau Parti anticapitaliste | NPA                 | 1           | 0,43 %      |             |             |
|                                  |                       |                               |                     |             |             |             |             |
| Gesamt                           | Gesamt                | Gesamt                        | Gesamt              | 232         | 100 %       | 210         | 100 %       |
|                                  |                       |                               |                     |             |             |             |             |
| Gültige Stimmen                  | Gültige Stimmen       | Gültige Stimmen               | Gültige Stimmen     | 232         | 95,08 %     | 210         | 88,98 %     |
| Ungültige Stimmen                | Ungültige Stimmen     | Ungültige Stimmen             | Ungültige Stimmen   | 12          | 4,92 %      | 26          | 11,02 %     |
| Wahlbeteiligung                  | Wahlbeteiligung       | Wahlbeteiligung               | Wahlbeteiligung     | 244         | 76,97 %     | 236         | 74,45 %     |
| Enthaltungen                     | Enthaltungen          | Enthaltungen                  | Enthaltungen        | 73          | 23,03 %     | 81          | 25,55 %     |
| Registrierte Wähler              | Registrierte Wähler   | Registrierte Wähler           | Registrierte Wähler | 317         |             | 317         |             |
|                                  |                       |                               |                     |             |             |             |             |
| Quelle: Ministère de l'Intérieur |                       |                               |                     |             |             |             |             |

Die Präsidentschaftswahlen 2022 in Chalais konnte Emmanuel Macron deutlich für sich entscheiden.

## Wirtschaft

### Beschäftigung
Im Jahr 2015 betrug die erwerbsfähige Bevölkerung zwischen 15 und 64 Jahren 173 Personen bzw. 44,1 % der Gesamtbevölkerung. Im Vergleich zu 2010 hat sich die Zahl der Arbeitslosen von 13 auf 17 erhöht, die Arbeitslosenquote liegt somit jetzt bei 10,1 %.

### Unternehmen
Am 31. Dezember 2015 waren 47 Unternehmen in Chalais ansässig, davon 23 im Sektor Handel, Transport oder Dienstleistungen, 10 in Landwirtschaft, Forsten und Fischerei, 6 im Sektor Verwaltung, Bildung, Gesundheit oder Soziales, 5 im Baugewerbe und 3 in der Industrie.

## Sehenswürdigkeiten
- Romanische Kirche Saint-Agnan
- Schloss Château de Mavaleix aus dem 13. Jahrhundert, seit 1947 als Monument historique geschützt
- Schmiede von Mavaleix aus dem 16. Jahrhundert, seit 1972 als Monument historique geschützt

## Photogalerie

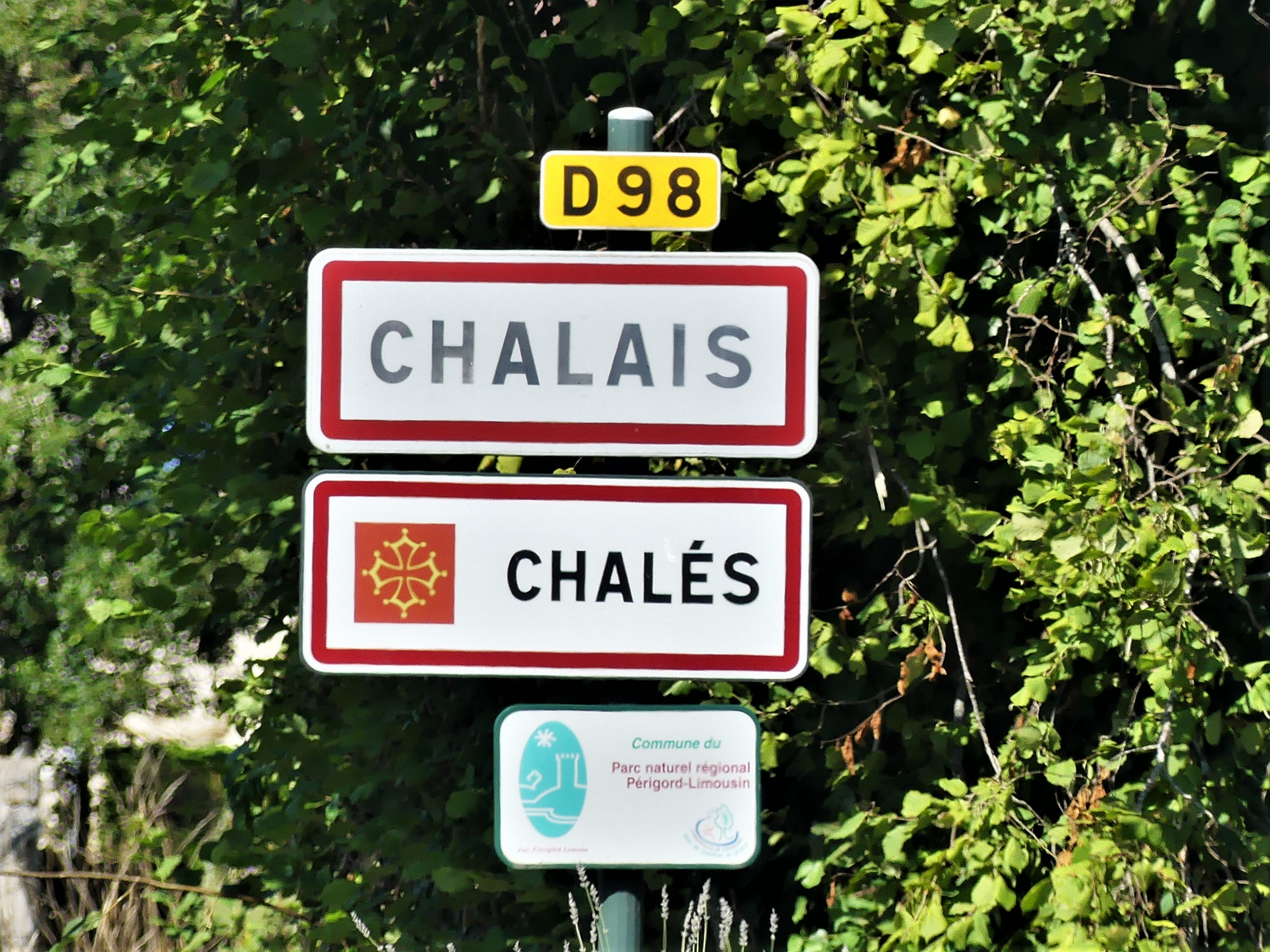
Zweisprachiges Ortsschild von Chalais
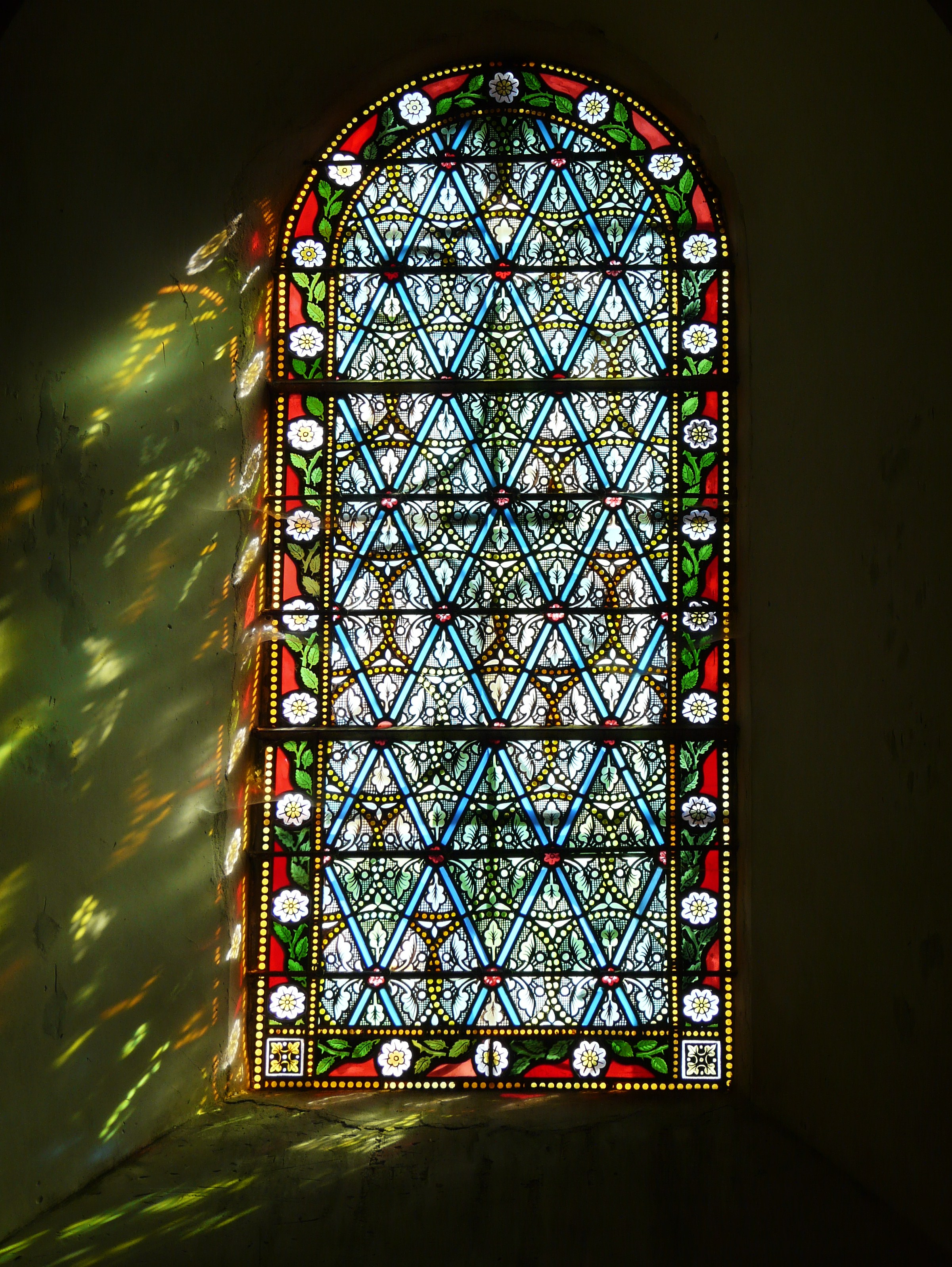
Buntglasfenster in Saint-Agnan
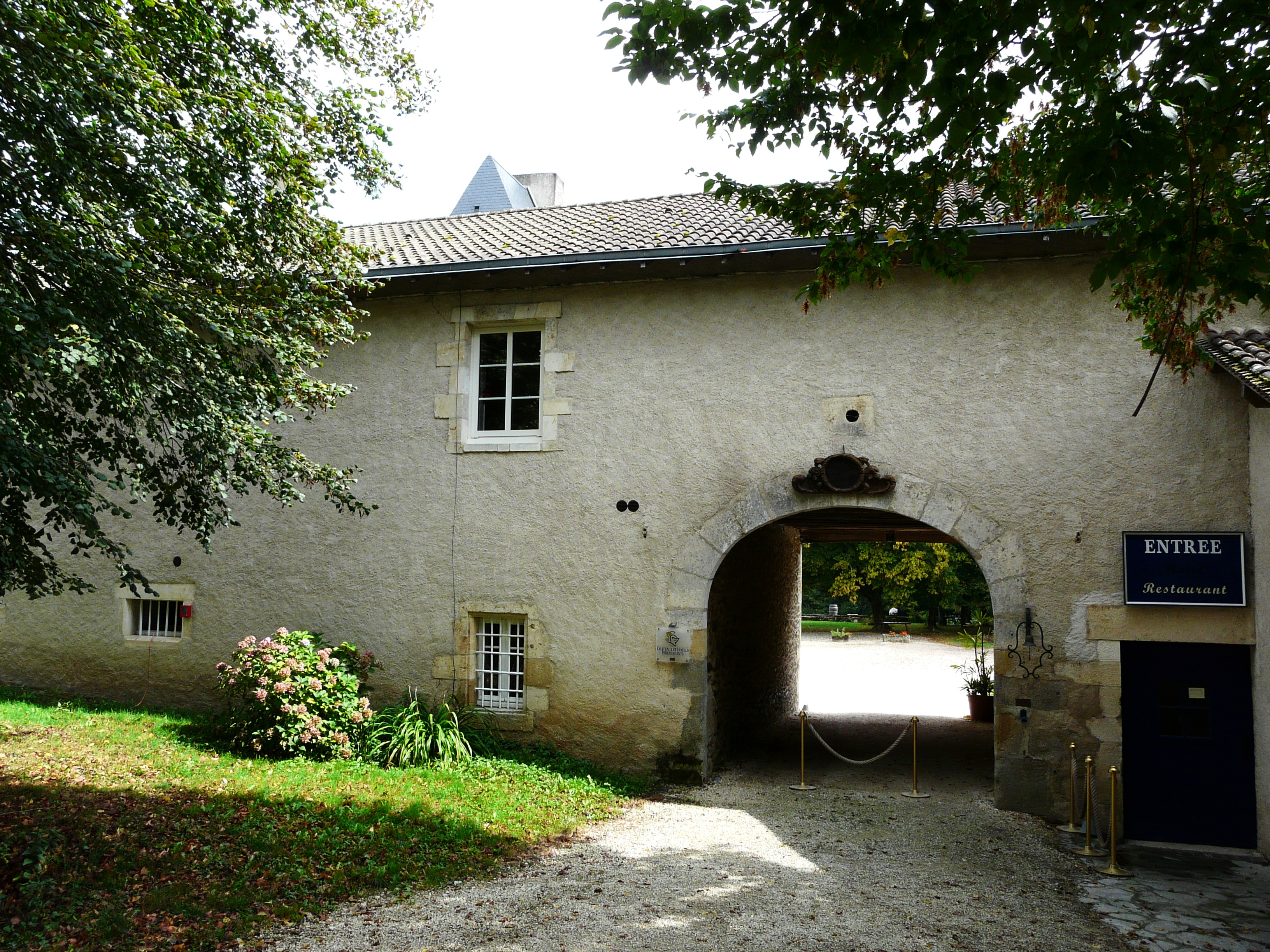
Eingangsportal zum Château de Mavaleix
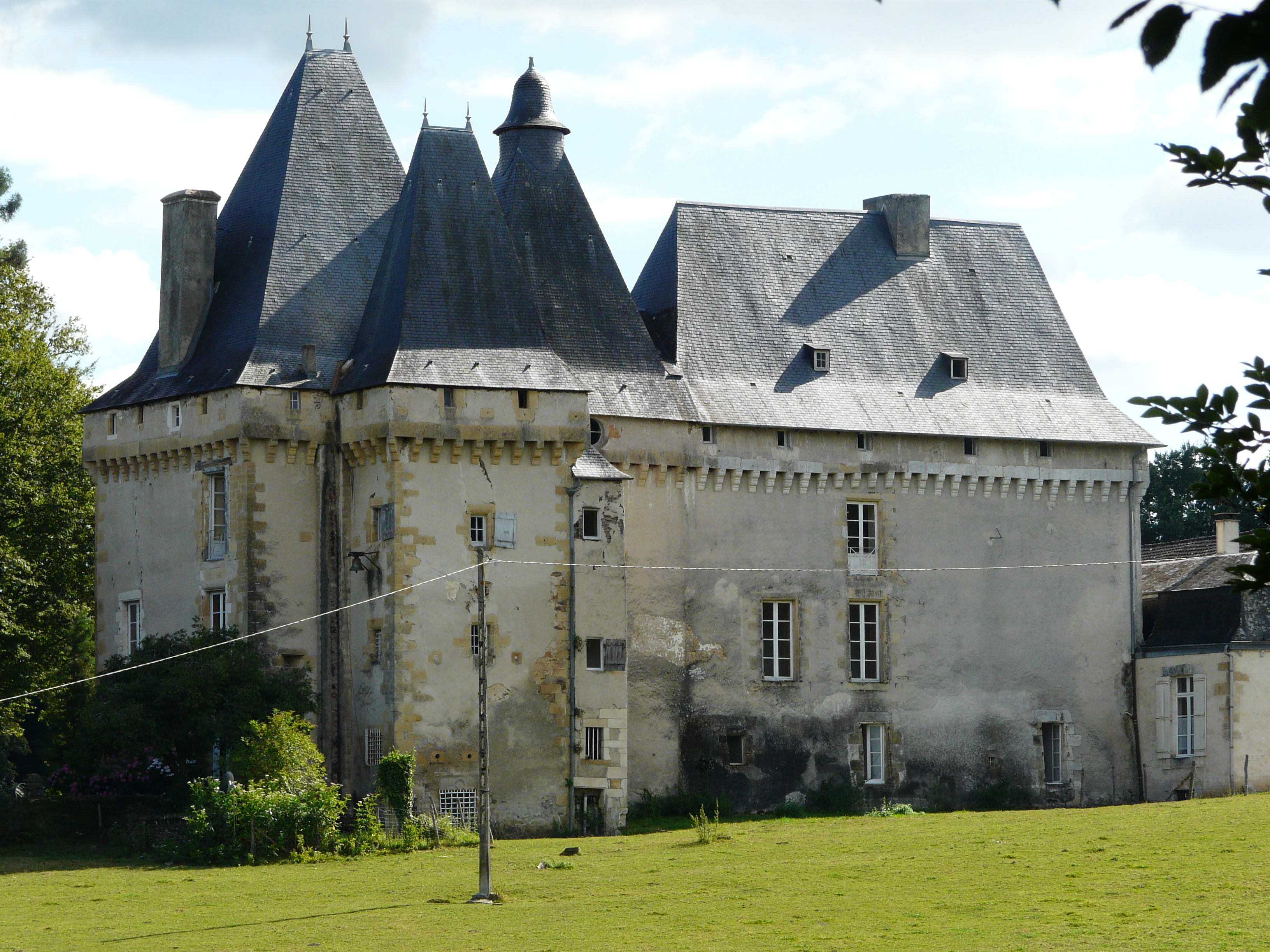
Das Château de Mavaleix
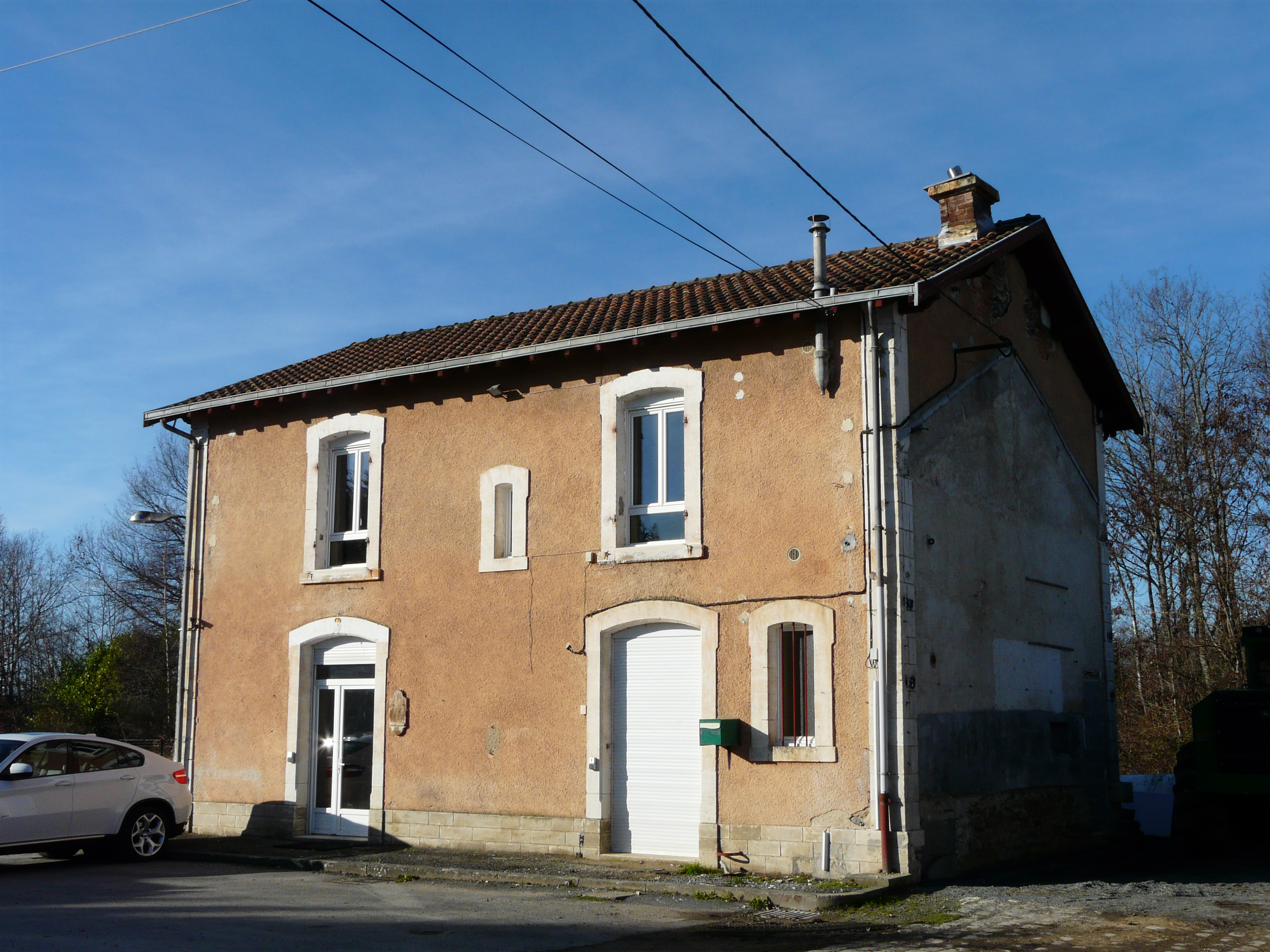
Alter Bahnhof von Mavaleix
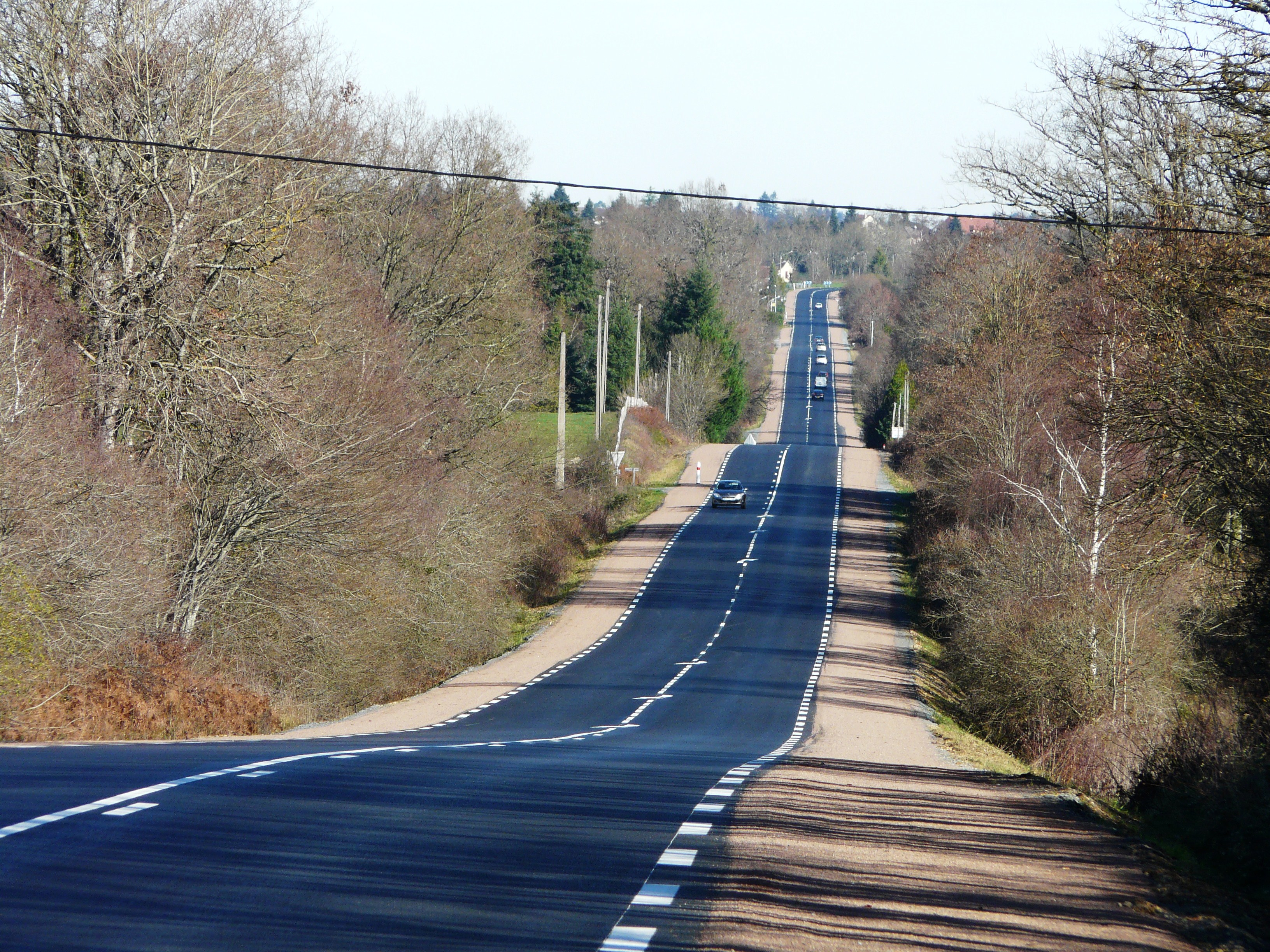
Die RN 21 nördlich von Mavaleix
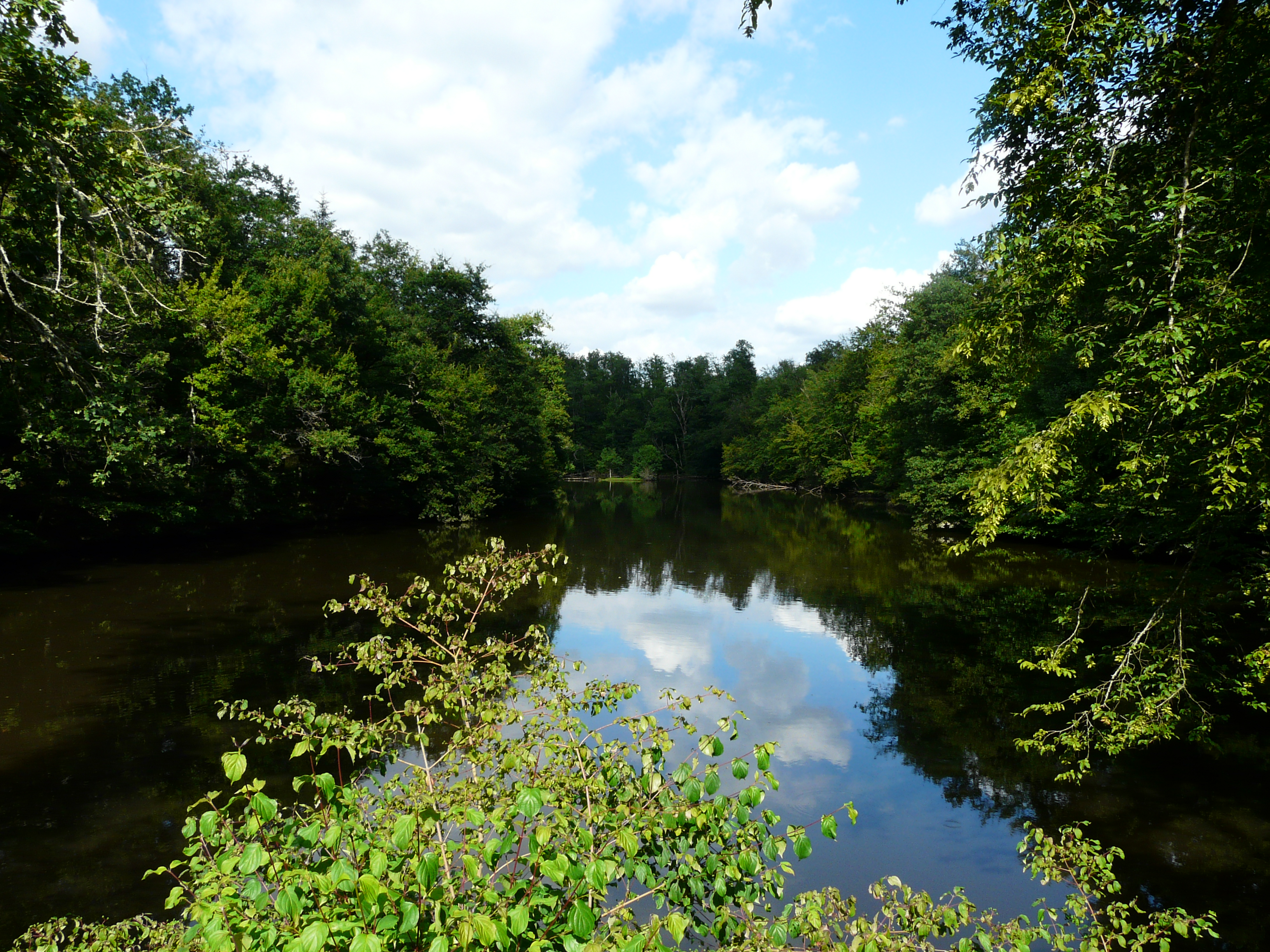
Die zu einem Weiher aufgestaute Valouse oberhalb der Schmiede von Mavaleix
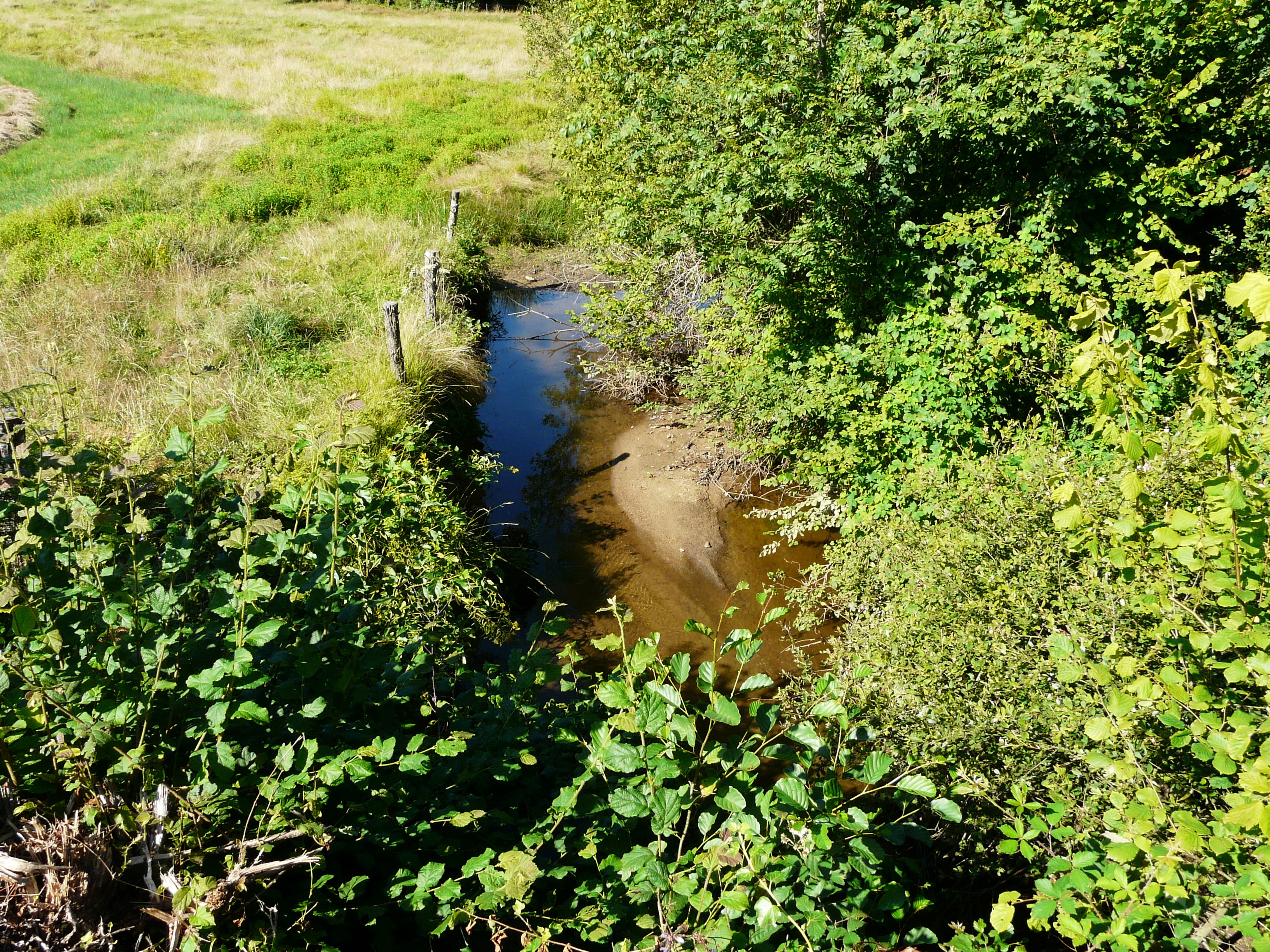
Der Touroulet bei Terrasson, Grenzbach zwischen Chalais und Saint-Jory-de-Chalais